# Aeshna williamsoniana
Aeshna williamsoniana е вид насекомо от семейство Aeshnidae.

## Разпространение
Видът е разпространен в Белиз, Гватемала, Коста Рика, Мексико и Панама.